# Kieran Trippier
Kieran John Trippier (Bury, 19. rujna 1990.) engleski je nogometaš koji igra na poziciji desnog beka. Trenutačno igra za Newcastle United.

## Klupska karijera

### Manchester City
Prve nogometne korake napravio je u omladinskoj momčadi Manchester Cityja. Godine 2007. potpisao je profesionalni ugovor s Cityjem. S Cityjem je osvojio FA Youth Cup.

### Barnsley
U veljači 2010. godine poslan je na jednomjesečnu posudbu u Barnsley. Tijekom tih mjesec dana odigrao je tri utakmice te je debitirao 9. veljače 2010. u 2:1 gostujućem porazu protiv Middlesbrougha. U kolovozu iste godine ponovno je posuđen Barnsleyju i to na šest mjeseci. U siječnju 2011. dogovoreno je da će Trippier ostati do kraja sezone u Barnsleyju. Prvi gol u dresu Barnsleyja zabio je 22. veljače 2011. godine u neriješenoj utakmici protiv Leeds Uniteda koja je završila 3:3.

### Burnley
U srpnju 2011. godine Trippier je poslan na jednogodišnju posudbu u Burnley. Za Burnley je debitirao 6. kolovoza 2011. u neriješenoj utakmici protiv Watforda koja je završila 2:2. Svoj prvi gol u dresu Burnleyja zabio je 20. rujna 2011. godine u 2:1 pobjedi protiv Milton Keynes Donsa. Dana 3. siječnja 2012. godine prešao je u Burnley za nepoznati iznos te je s Burnleyjem potpisao ugovor u trajanju od tri i pol godine. Imenovan je Burnleyjevim igračem godine za sezonu 2011./12. Dvaput je bio članom PFA Momčadi godine Championshipa – 2012./13. i 2013./14.

### Tottenham Hotspur
Dana 19. lipnja 2015. godine prešao je u Tottenham Hotspur za navodnih 3,5 milijuna funti. Za Tottenham je debitirao 17. rujna 2015. godine u 3:1 pobjedi protiv azerbajdžanskog Qarabağa u utakmici grupne faze UEFA Europske lige. Svoj prvi gol u dresu Tottenhama zabio je 6. veljače 2016. godine u 1:0 pobjedi protiv Watforda. U UEFA Ligi prvaka debitirao je 27. rujna 2016. godine protiv CSKA Moskve. Trippier je igrao u finalu UEFA Lige prvaka 2018./19. protiv Liverpoola na Wanda Metropolitanu u Madridu. Tottenham je izgubio 0:2.

### Atlético Madrid
Dana 17. srpnja 2019. godine prešao je u Atlético Madrid za 20 milijuna eura plus bonuse. S Atlético Madridom tada je potpisao trogodišnji ugovor. Time je postao prvi Englez u redovima Atlético Madrida nakon 95 godina. Za Atlético je debitirao 18. kolovoza 2019. protiv Getafea te je asistirao Álvari Morati za jedini gol na toj utakmici. S Atléticom je osvojio La Ligu 2020./21.

### Newcastle United
Dana 7. siječnja 2022. prešao je u Newcastle United za 12 milijuna eura uz dodatke. S novim je klubom potpisao ugovor na dvije i pol godina. Idućeg dana debitirao je za Newcastle United u utakmici FA kupa koju je njegov novi klub izgubio 0:1 od Cambridge Uniteda. Svoj prvi klupski pogodak postigao je 8. veljače kada je Everton poražen 3:1.

## Reprezentativna karijera
Trippier je u mladosti nastupao za sve engleske selekcije od 18 do 21 godine. Za A selekciju Engleske debitirao je 13. lipnja 2017. godine u 3:2 porazu protiv Francuske. Za Englesku je nastupao na Svjetskom prvenstvu 2018. godine održanog u Rusiji. Svoj prvi gol za Englesku zabio je u polufinalnoj utakmici tog natjecanja Hrvatskoj iz slobodnog udarca. Ozlijedio se u produžetcima nakon što je Engleska već napravilala sve zamjene te je stoga Engleska zadnjih deset minuta igrala s deset igrača. Hrvatska je na kraju dobila utakmicu s rezultatom 2:1. Belgija je u utakmici za treće mjesto dobila Englesku s rezultatom 2:0. Bio je član engleske momčadi koja je osvojila srebrenu medalju na Europskom prvenstvu 2020.

### Pogodci za reprezentaciju
Zadnji put ažurirano 5. prosinca 2020.
| #  | Datum            | Mjesto                           | Nastup | Protivnik | Pogodak | Rezultat | Natjecanje               |
| -- | ---------------- | -------------------------------- | ------ | --------- | ------- | -------- | ------------------------ |
| 1. | 11. srpnja 2018. | Stadion Lužnjiki, Moskva, Rusija | 12.    | Hrvatska  | 1:0     | 1:2      | Svjetsko prvenstvo 2018. |

## Priznanja

### Individualna
- Barnsleyjev mladi igrač godine: 2010./11.[37]
- Burnleyjev igrač godine: 2011./12.[17]
- PFA Momčad godine: 2012./13. (Championship),[18] 2013./14. (Championship)[19]
- FIFA FIFPro World XI (4. momčad): 2018.[38]

### Klupska
Manchester City
- FA Youth Cup: 2007./08.[5]

Burnley
- Football League Championship (doprvak): 2013./14.[39]

Tottenham Hotspur
- UEFA Liga prvaka (finalist): 2018./19.[40]

Atlético Madrid
- La Liga: 2020./21.[41]

### Reprezentativna
Engleska do 19 godina
- Europsko prvenstvo u nogometu do 19 godina (doprvak): 2009.[42]

Engleska
- Svjetsko prvenstvo (4. mjesto): 2018.
- Europsko prvenstvo (2. mjesto): 2020.[43]

## Vanjske poveznice
- Profil na web stranici Atlético Madrida
- Profil na web stranici Engleskog nogometnog saveza
- Kieran Trippier u UEFA-inim natjecanjima (arhivirane) (engl.)